# Saint-Martial-le-Vieux
Saint-Martial-le-Vieux é uma comuna francesa na região administrativa da Nova Aquitânia, no departamento de Creuse. Estende-se por uma área de 22,22 km². Em 2010 a comuna tinha 143 habitantes (densidade: 6,4 hab./km²).